# Charles Drelincourt (pasteur)
Pour les articles homonymes, voir Drelincourt.
Ne doit pas être confondu avec Charles Drelincourt (médecin).
Charles Drelincourt, né à Sedan (Ardennes) le 10 juillet 1595 et mort à Charenton (Val-de-Marne) le 3 novembre 1669, est un pasteur protestant et écrivain français.

## Biographie
Charles Drelincourt est le fils de Pierre Drelincourt et de Catherine Buyrette. Après des études de théologie à l'académie de Sedan, puis à l'académie de Saumur, Drelincourt reçoit la consécration en 1618. Il est nommé pasteur d'une église qui devait se créer à Langres, mais qui ne put obtenir l'autorisation du Conseil du roi.
En 1620, le consistoire de Paris le charge de desservir l'Église de Charenton, à la suite de Pierre Du Moulin. Il y acquiert une réputation de prédicateur et y exerce son ministère jusqu'à sa mort en 1669.
Son fils Charles Drelincourt est médecin, anatomiste puis professeur de médecine à l'université de Leyde. Parmi ses autres fils, Peter Drelincourt est prêtre anglican, doyen de la cathédrale d'Armagh, Laurent Drelincourt est pasteur de l'Église réformée et auteur de sonnets, Antoine Drelincourt est médecin dans le canton de Berne, et Henri Drelincourt, pasteur à Giens et Fontainebleau, meurt avant la révocation de l'édit de Nantes.

## Publications
- Prières et méditations pour se préparer à la sainte cène (1621)
- Abrégé des controverses ou sommaire des erreurs de l'Église romaine avec leur réfutation par des textes exprès de la Bible de Louvain (1628)
- Le Combat romain, ou Examen des disputes de ce temps (1629)
- Le Triomphe de l'Église sous la croix, ou la Gloire des martyres (1629), traduit en allemand en 1634
- De la Foi des élus, et de l'incrédulité des réprouvés (1639)
- De l'Honneur qui doit estre rendu à la saincte Vierge Marie, avec la response à M. l'évesque de Belley sur la qualité de cet honneur (1642)
- Catéchisme, ou instruction familière sur les principaux points de la religion chrétienne (1642)
- Traité des justes causes de la séparation des protestans d'avec l'église romaine (1649)
- Avertissement sur les disputes et le procédé des missionnaires (1651)
- Les Consolations de l'âme fidèle contre les frayeurs de la mort, avec les dispositions et préparations pour bien mouri (1651)
- Du Faux visage de l'antiquité et des nullités prétendues de la réformation de l'Église (1653)
- Neuf dialogues contre les missionnaires sur le service des Églises réformées (1655)
- Exhortation au jeusne et à la repentance. Avec des prieres pour demander à Dieu la sanctification du jeûne, & la remission des pechez (1660)
- Recueil de sermons sur divers passages de l'Écriture Sainte (1664)
- La Défense de Calvin contre l'outrage fait à sa mémoire dans un livre qui a pour titre : Traité qui contient la méthode la plus facile et la plus assurée pour convertir ceux qui se sont séparés de l'Église, par le cardinal de Richelieu (1667)
- Les Visites charitables, ou les Consolations chrétiennes pour toutes sortes de personnes affligées (5 volumes, 1667-1669)
- Éclaircissement des controverses ou principales erreurs de l'Église romaine, brièvement réfutées par des passages clairs et formels de l'Écriture sainte (1687)
- Jane McKee (éd.), Correspondance de Charles Drelincourt et de ses enfants (1620-1703), Honoré Champion, coll. « Vie des Huguenots n°90 », 2021, 604 p.[5]

## Galerie

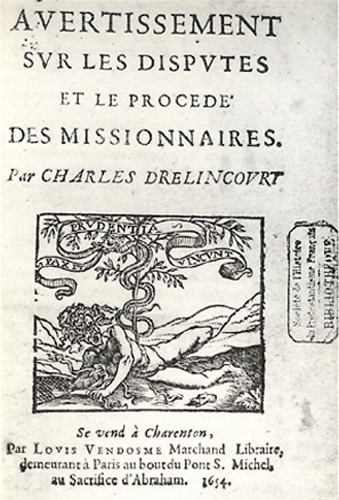
Avertissement sur les disputes (1651)
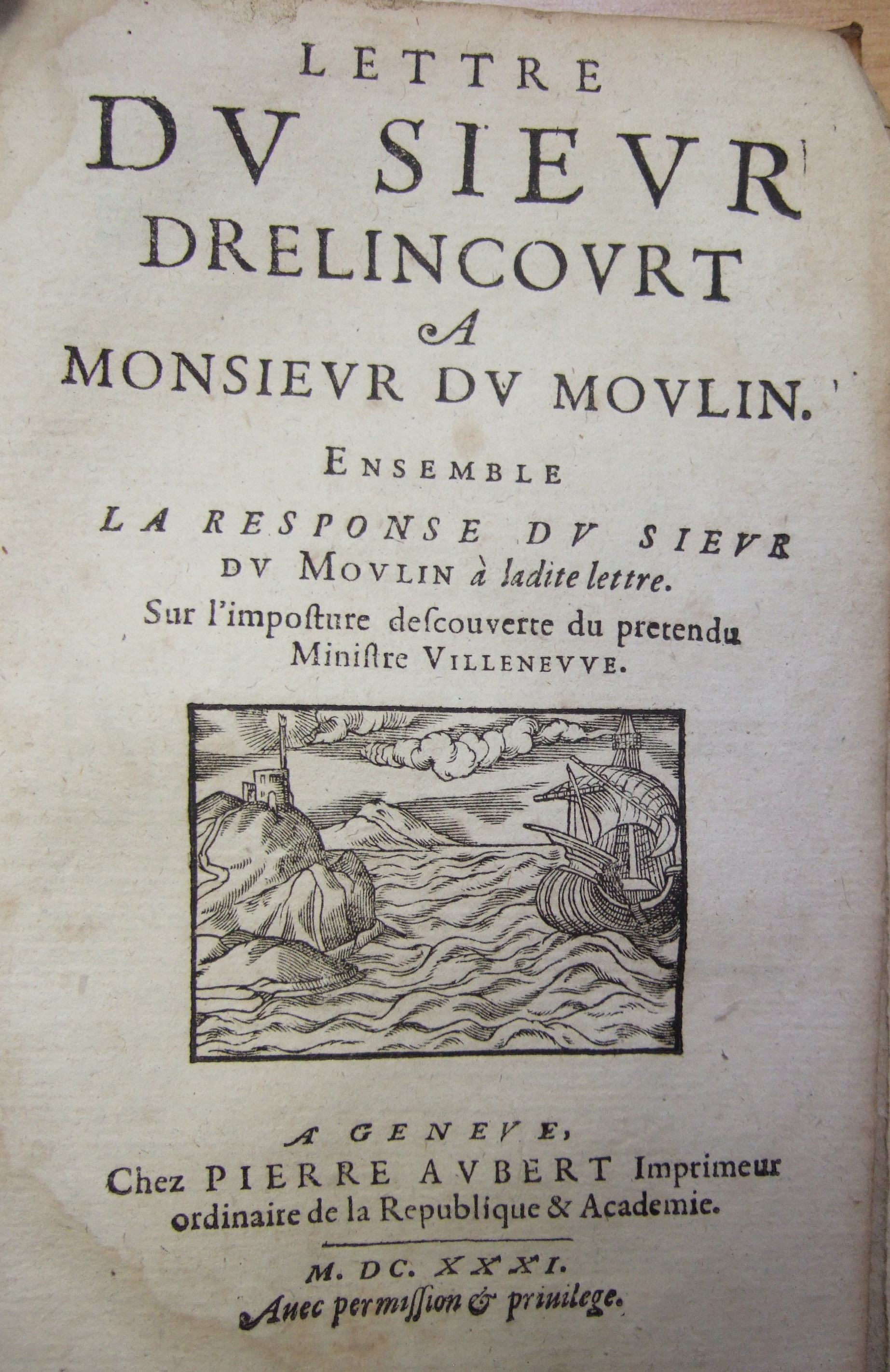
Correspondance avec Pierre Du Moulin (1631)
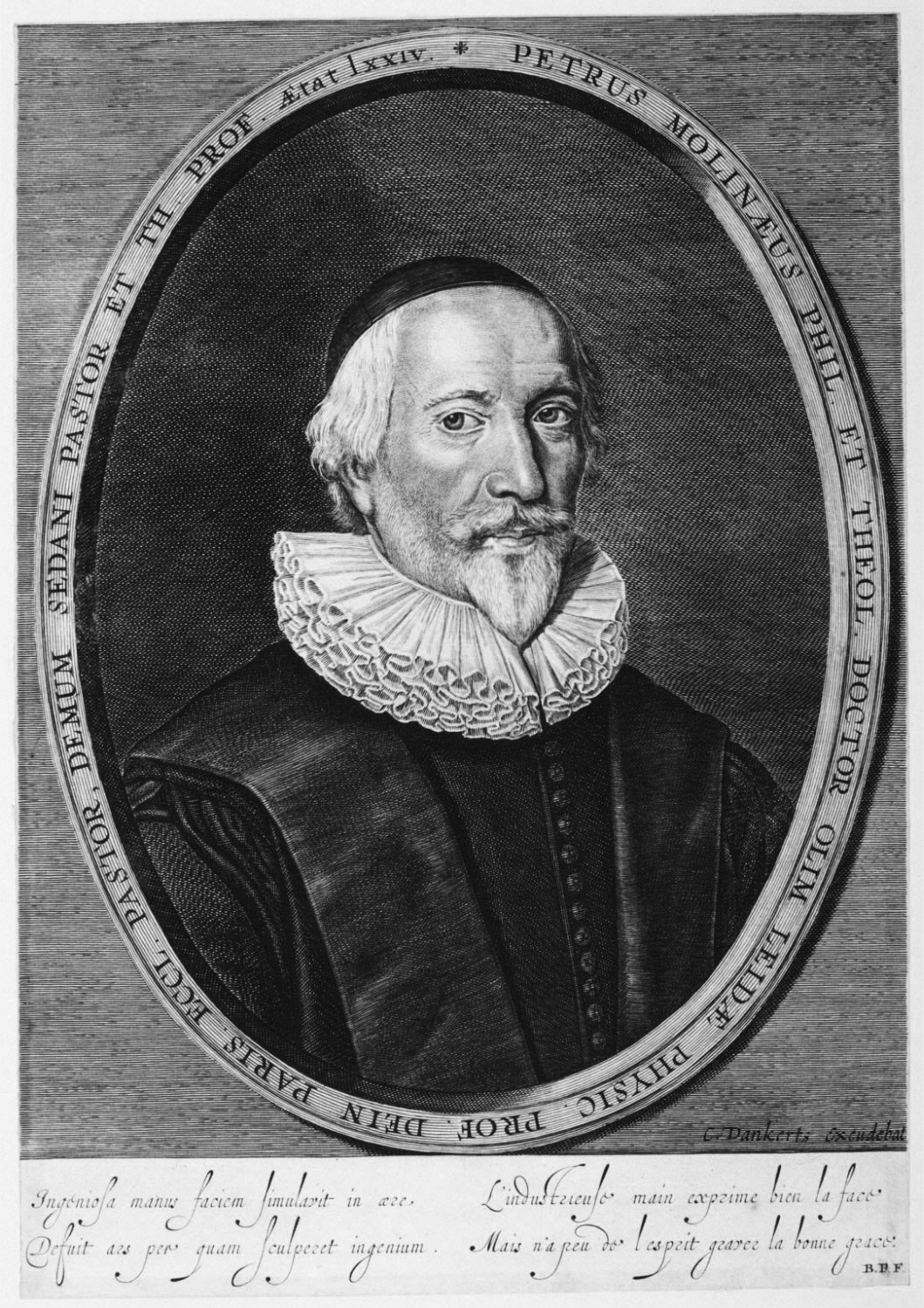
Pierre Du Moulin
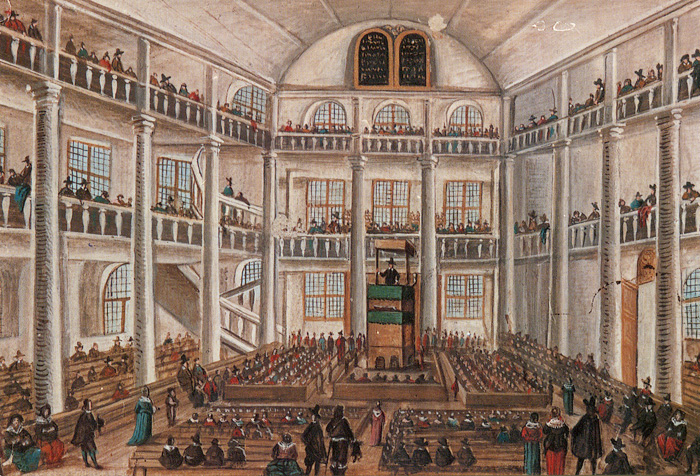
Temple de Charenton (1648)